# Taikang
Taikang  (en chino, 太康; pinyin, Tàikāng) es un condado  bajo la administración directa de la Prefectura Zhoukou en la Provincia de Henan, República Popular China.  Su área es de 1754 km² y su población total para 2020 superó el millón de habitantes. 

## Administración
A julio de 2025, el  Condado Taikang  se divide en 23 pueblos  administrados en 15 poblados y 8 villas. 

## Toponimia
En el año 587 durante la dinastía Sui, el Condado Yangxia (阳夏县) pasó a llamarse Taikang. Según la leyenda local, la ciudad fue construida por Tai Kang, de la dinastía Xia, quien fue enterrado allí, de ahí su nombre.